# Polyrhachis femorata
Polyrhachis femorata är en myrart som beskrevs av Smith 1858. Polyrhachis femorata ingår i släktet Polyrhachis och familjen myror. Inga underarter finns listade i Catalogue of Life.